# Heda kyrka
Heda kyrka är en kyrkobyggnad i Heda i Linköpings stift. Den är församlingskyrka i Ödeshögs församling. Kyrkan ligger 8 km norr om Ödeshög, i en jordbruksbygd söder om Tåkern med rikligt med fornlämningar. Kyrkan är uppförd i romansk stil med massiva murar, små rundbågade fönster och trubbigt torn. Av den ursprungliga romanska kyrkan återstår delar av södra långhusmuren och västtornets nedre våningar.

## Historik

### Kyrkobyggnaden

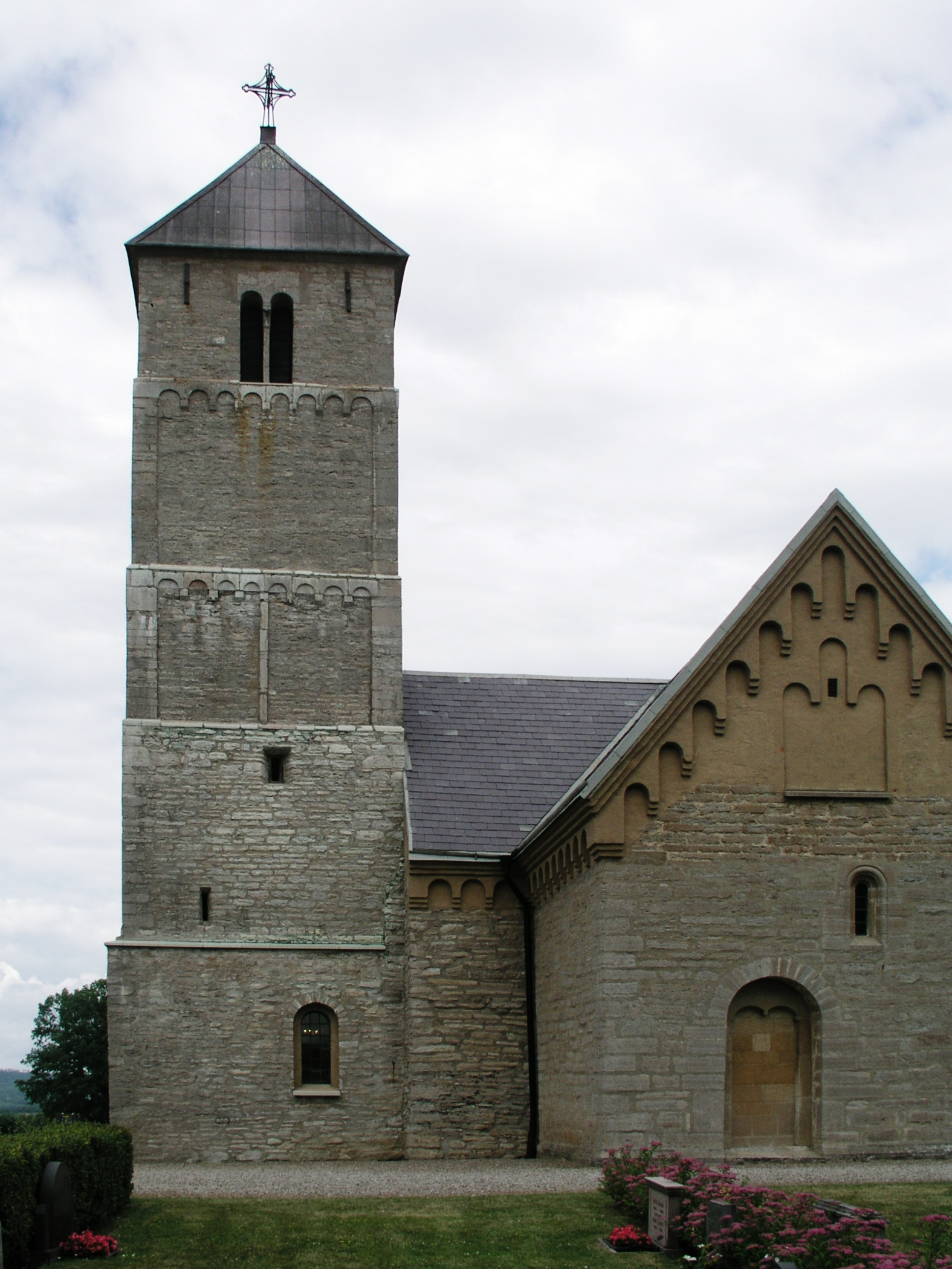
Tornet från söder.

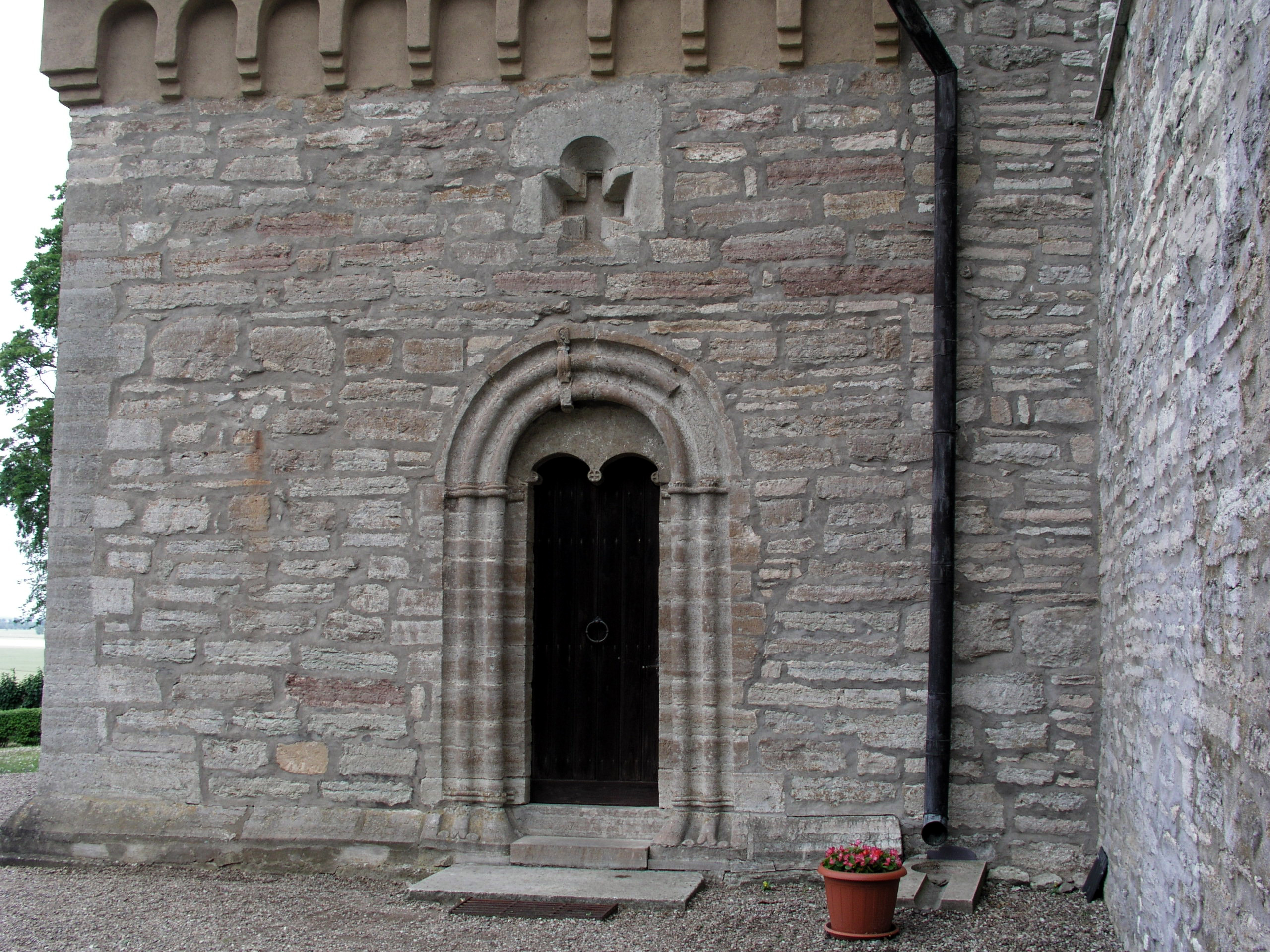
Portal i väster.

Den romanska stenkyrkans äldsta delar, ett tvåkvadratiskt långhus med smalare och lägre kor med absid och ett smalt torn i väster, tillkom sannolikt under mitten av 1100-talet, troligen av samme byggmästare som uppförde Brahekyrkan på Visingsö. Ornamenten på hammarbandet, bjälken som bär upp takstolen, liknar dem i Väversunda kyrka.
Mycket snart kom kyrkan att förändras. Det är emellertid mycket svårt att klara ut i vilken ordning olika ombyggnaderna gjorts. Här redovisas en tänkbar tidsföljd. 
Till långhusets södra sida anslöts ett kapell i form av ett tvärskepp med kryssvalv och en halvrund absid mot öster. I en nisch på kapellets södra sida finns en piscina. Över denna har i relief avbildats en riddare, sittande elegant klädd på en stol, med ett svärd mellan benen (kan vara en avbildning av Sverker den äldre). Vid tvärskeppets västra mur finns en trappa som sannolikt gått upp till en läktare. Utformningen antyder att kapellet tillkommit som ett privat andaktsrum där konungen eller en storman, liksom i Vreta klosters kyrka kunde följa gudstjänsten från läktaren. Det ursprungliga västtornet och det tillfogade kapellet vittnar om att skickliga stenhuggarmästare anlitats.
Senare under 1100-talet revs norra långhusmuren och ett sidoskepp byggdes till med en påkostad portal av cisterciensisk typ i väster. Det nyblivna mittskeppet, som tidigare troligen haft öppna takstolar, tunnvälvdes och sidoskeppet fick tre tvärställda tunnvalv. Troligen kom borttagandet av långhusmuren att skada murarnas stabilitet och innebära sättningar i tornet, som därför måste byggas om. Det nya tornet blev högt och smäckert med skråindragna våningar med lisenindelning och rundbågefris. Över tornkammaren sattes en huv av kalkstensskivor och där ovanpå restes fyra hörnspiror, två kvadratiska och två runda och i toppen en fyrsidig. Detta var en i Sverige unik annars ej förekommande murad stenspira på toppen av ett torn, men detta torntak revs på 1800-talet (se nedan). Klockvåningens ljudgluggar fick rundbågsfriser och, liksom i det äldsta tornet, kolonnetter.
I dessa arbeten spårar man den byggnadsteknik som cisterciensermunkarna tillämpade i Alvastra kloster. Det är mycket sannolikt, att det är dessa som står bakom utvidgningen av Heda kyrka. Det finns också influenser från andra håll. Det södra kapellet i Heda påminner om tvärskeppen i Linköpings domkyrka och Vreta klosters kyrka. Det tillkom omkring år 1120. Att det under den äldsta tiden gjordes så många ombyggnader kan antas vara föranlett av att den mäktiga Sverkerska ätten, som då huserade här i trakten, gärna ville manifestera den kristna läran. Kyrkan ligger bara en halvmil från Alvastra kloster.
Något senare rivs högkoret och ett nytt rakslutet byggs. Det erhåller samma bredd som ursprungliga långhuset och som ingång får det en svagt gotisk portal. Denna har synbarligen inte kommit till förrän en bit in på 1200-talet. Under medeltiden byggdes också en sakristia norr om högkoret samt ett vapenhus på södra sidan av kapellet. Över korskvadraten restes vid okänd tidpunkt en takryttare.
Ombyggnaderna fortsatte efter reformationen. Glas sattes in i fönstren 1605, trenne nya fönster togs upp 1734, takryttaren togs bort 1736 och en ny läktare byggdes 1738. 
Carl Fredric Broocman berättar att Heda kyrka i mitten av 1700-talet "är upmurad både af Gråsten och huggen Kalksten til 31 och en half alns längd med Choret neder til Tornmuren, och 10 och en half alns bredd: och är Norra så wäl som Södra sidomuren genombruten, och Kyrkan uti urminnes tid tilbyggd. Thes Altartafla är ifrån Påwetiden med Frälsarens bild på korßet, och therjemte Apostlarnas bilder; men Prädikstolen är upsatt år 1660, som uti Bildthuggeri är beprydd med Christi och Evangelisternas bilder. Orgelverket består af 6 stämmor. [...] Klockorna hänga uti Kyrkons Sten-Torn, och är then mindre Klockan guten år 1679, men then större långt förr; dock wet man ej när thet skedt.” Broocman nämner också: ”På Tornet är ingen hög spets, utan ett besynnerligit tak af släta huggna Kalkstenar, med starkt Kalkbruk sammanhäftade”.
Under 1749 utfördes smärre reparationer av byggmästare Sörling i Mjölby samt 1752–1753 och 1771 då fönstren höggs upp. År 1776 sattes nya kyrkbänkar in. Nu började tornet uppvisa bristfälligheter och sakkunskapen rekommenderade att man skulle ta bort huven. Mot detta protesterade dock både komminister och församling och ville att stentaket skulle behållas till antiqvitetens bibehållande.
Under 1700- och 1800-talet var det många gånger aktuellt att låta riva kyrkan för att bygga en ny, rymligare. År 1838 kom ett erbjudande från Röks församling att slå sig ihop om ett gemensamt kyrkbygge. I Rök föreslogs att den nya kyrkan skulle uppföras vid Hillingstad. I Heda ville man förlägga den till Kolstad eller helst till Heda kyrkbacke. Man kunde inte enas och följden blev att Röks församling byggde en egen kyrka. Heda kyrka blev dock alltmer förfallen och år 1846 beslutades om rivning. Emellertid besöktes socknen av Nils Månsson Mandelgren, som lovordade kyrkans märkvärdigheter och menade att den överträffade såväl Lunds domkyrka och Varnhems klosterkyrka som Vreta klosters kyrka och föreslog församlingen att i stället restaurera den gamla helgedomen. I Heda beslöt man rådfråga byggmästaren Abraham Bengtsson Nyström, som nyss byggt Röks kyrka. Denne besiktigade kyrkan, avstyrkte bestämt reparation och erbjöd sig uppföra en ny. Sockenstämman beslöt för andra gången om nybyggnad. Men åter fick man besök av en kunnig person, professor Carl Georg Brunius. Han var en hängiven älskare av medeltida byggnadskonst och åtog sig att utarbeta ett fullständigt ombyggnadsförslag. Brunius förslag godkändes 1852 och 1857 igångsattes ett omfattande iståndsättande av den skicklige murmästaren C F Ljungberg från Lund. För att skapa ökat utrymme byggdes ett tvärskepp i norr och söder med kor i mitten och en grund östlig absid. 1200-talets gotiska portalomfattning murades in i absiden. Kyrkan försågs slutligen med nyromanska gavlar med rundbågefriser och tornet fick en ny huv. Ombyggnaden blev klar år 1858. Därmed räddades största delen av den medeltida kyrkan åt eftervärlden. 
Professor Erik Lundberg och landsantikvarien fil. dr. Bengt Cnattingius skriver att Heda kyrka är en av de mest intressanta kyrkorna i Östergötland, men, att den sist företagna till- och ombyggnaden under 1800-talets senare hälft berövat mycket av dess genuinitet. Till exempel försvann i samband med ombyggnaden den i Sverige unika, i kalksten uthuggna, spiran på kyrkans torn. En restaurering 1950 hade som mål att återställa kyrkan i så ursprungligt skick som möjligt. I norra tvärskeppet inrättades en sakristia och i det södra, som utgjort vapenhus, skapades ett dopkapell. I södra tvärskeppet byggdes också en orgelläktare.
|  |  |

## Inventarier
Kyrkan har värdefulla inventarier från medeltiden. Mest berömd är en träskulptur från 1100-talets mitt som inspirerade Verner von Heidenstam till dikten Himladrottningens bild i Heda:
|  | Himladrottningens bild i Heda         |                                     |                                             |
|  | » Åtta hundra julenätter              | När jag hörde från bildens röda     | » Skänk mig hellre det gyllne hjärta,       |
|  | såg jag tända sina ljus.              | läppar av trä så tunga ord,         | skänk en droppe av den goda,                |
|  | Barn, hör vad jag täljer!             | flög på muren ett sken och jag bad: | kärleksrika ödmjukhet                       |
|  | Konungar kysste min fot.              |                                     | som, förgätet och utan namn,                |
|  | Glömd sitter jag. Damm höljer mig.    |                                     | sirat och satt dig med dok och krona        |
|  | Bed mig ej om vad d u har kärt,       |                                     | hög och sträng på drottningstolen.          |
|  | ej om guld och ej om namn.            |                                     | Lär mig vörda så och besjunga               |
|  | Gå, förnekare!                        |                                     | hela den stora, ljusa värld,                |
|  | Blott hos den, som tror, ske under. » |                                     | som står fylld av vingars surr,             |
|  |                                       |                                     | ängar och berg och underbara,               |
|  |                                       |                                     | ädelt visa människoverk.                    |
|  |                                       |                                     | Den har tro, för vilken mycket är heligt. » |
|  |                                       |                                     | Ur Nya dikter (1915)                        |

|  |  |  |  |

### Fler inventarier
- Altarskåp av ek från verkstad i Östergötland, mitten av 1400-talet, (bilder).
- Piscina, från 1200-talet i södra sidokapellet. Över denna finns en relief visande en elegant riddare från 1100-talet, som, med långt hår, elegant knutna snabelskor och svärd mellan benen, sitter på en stol eller bänk med ett lågt ryggstöd. Ovanför riddaren antyds något som liknar en moské med tre kupolförsedda minareter, varav en med böneutroparbalkong. (Kanske mannen är pilgrim eller korsriddare på väg till det heliga landet?) Enligt en annan tydning är tornet på krönet ett försvarstorn, en kastal, med skyttegång.
- Dopfunt av sandsten, originalfot saknas, 1200-talet, (bilder).
- Krucifix av ek, från verkstad i Östergötland, 1200-talets andra hälft, (bilder).
- Träskulptur av ek, ”Johannes döparen”, mitten av 1300-talet, (bilder).
- Träskulptur av lövträ, ”biskop”, från verkstad i Östergötland, omkring 1200, (bilder).
- Träskulptur av ek, "madonna", 1400-talet, (bild).
- Träskulptur av lövträ, ”madonna”, från verkstad i Östergötland, omkring 1200, (bilder).
- Träskulptur av ek, ”madonna” ("himladrottningen"), nordtyskt arbete från 1400-talets första hälft, (bilder).
- Dopfunt vars skål är skapad 1661 av sten- och bildhuggaren Michael Hacke, Skänninge. Foten är från 1983.
- Nattvardskalk och av silver med sexpassformad fot samt nod och är försedd med text: IHESUS i majuskler. Den är möjligen tillverkad vid 1400-talets slut i Vadstena.
- Paten, medeltida.
- Oblatask från 1720, tillverkad i Stockholm.
- Vinkanna från 1778, tillverkad av Lars Hessling, Linköping.
- Brudkrona av förgyllt silver och glasstenar, inköpt 1689 för 309 daler kopparmynt, lagad 1737 av Jacob Schotte, Vadstena.
- Dopskål i silver, skänkt under 1940-talet.
- Sockenbudstyg från 1762, tillverkad av Henrik Köhler, Vadstena.
- Orgelfasad av Lars Strömblad från 1776 med bakomvarande orgelverk av firma Åkerman & Lund, Sundbyberg, 1913.
- Storklockan i tornet, omgjuten 1771 av Elias Fries Thoresson, Jönköping.
- Lillklockan i tornet, gjuten 1679.
- I tornkammaren förvaras en stor mängd runristade och ornamenterade gravhällsfragment från 1000-talet.

### Orglar

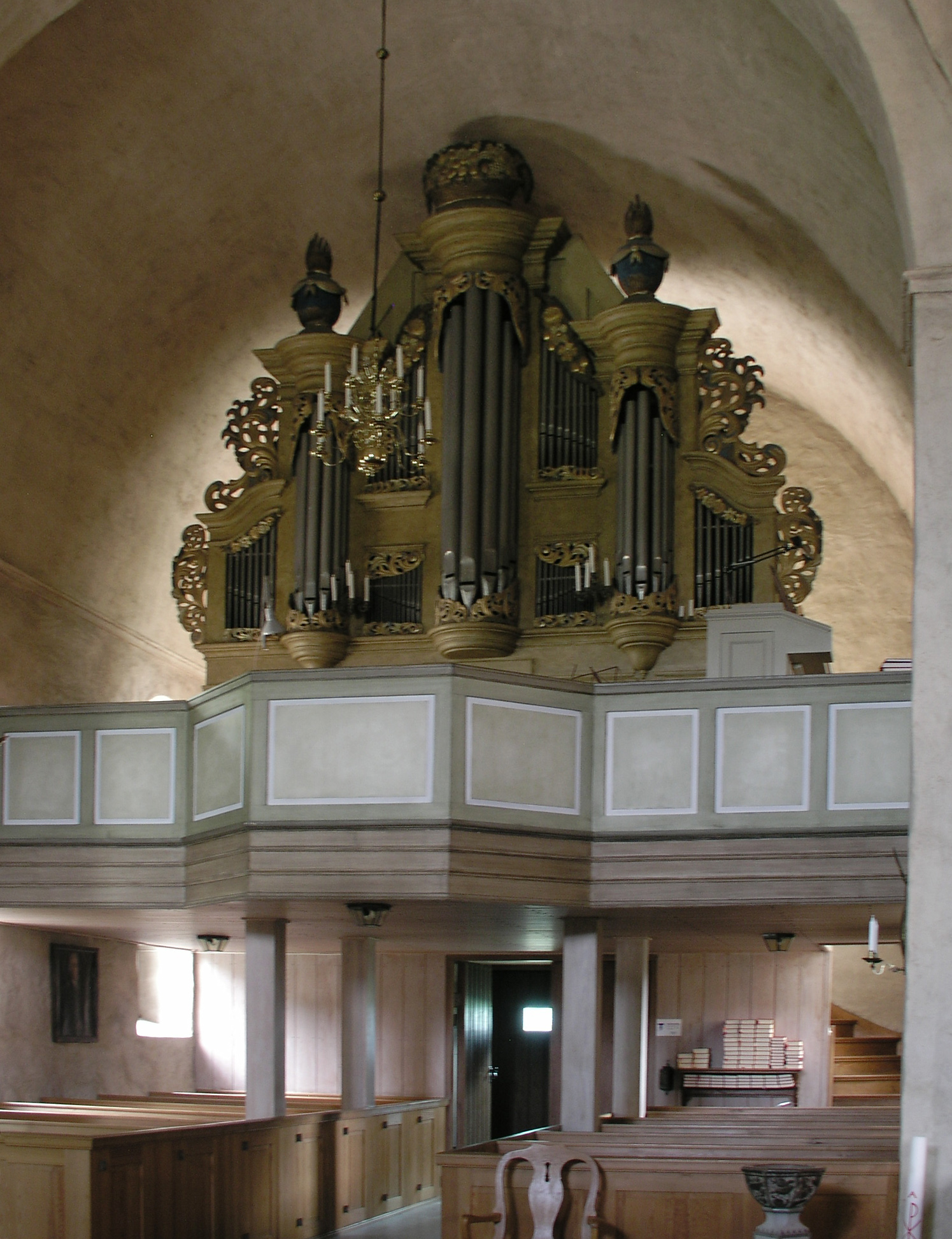
Kyrkorgeln

- 1683 fanns ett orgelverk i kyrkan. 1715-1716 reparerades orgelverket av en orgelbyggare.
- 1737-1738 En ny orgel köps in till kyrkan.[1] Under enligt Carl Fredric Broocman är orgeln 6-stämmigt.[2] Orgelverket reparerades 1808.
- 1859?: Lars Strömblads orgel med 10-Orgelstämmor flyttas från Mjölby till Heda kyrka. Byggt 1776 till Mjölby kyrka.
- 1913: Bakom Strömblads fasad bygger firma Åkerman & Lund, Sundbyberg en 9-stämmig pneumatisk orgel. Tonomfånget är 56/30.
- 1950: Orgeln flyttas till den nybyggda orgelläktaren i södra tvärskeppet.

Disposition:
| Manual I C-g³ | Manual II C-g³      | Pedal C-f¹              | Koppel            |  |
| Borduna 16'   | Flûte harmonique 8' | Subbas 16' (transm.)    | I/P               |  |
| Principal 8'  | Salicional 8'       | Borduna 8' (transm.)    | II/I              |  |
| Rörflöjt 8’   | Violin 4'           | Violoncell 8’ (transm.) | 4' I/I            |  |
| Gamba 8'      |                     |                         | 16' II/II         |  |
| Oktava 4'     |                     |                         |                   |  |
| Waldflöjt 2'  |                     |                         | Crescendosvällare |  |

## Runstenar
|  |  |

I kyrkans vägg finns runstenar inmurade. Enligt tolkning av Carl Fredric Broocman lyder texten:
Ög 131:
|  |                                                            |
|  | GURGIR. RESDI. KUMBL. DUSI. EFTIR. ANUT. KANP. FADUR. SIN. |
|  | Borger upreste stenvården efter sin Fader Knut kempe.      |

Ög 132:
|  | |
|  | HULMSTEIN. REISDI. STEIN. DENA. AUK. BRU. GIARDI. EFTIR. MIUR. FADUR. SIN. IR. BUKI. I. JATUNSTADUM. |
|  | Holmsten upreste denne sten, och gjorde bro efter Mior, sin Fader, han bodde i Jättestad.            |